# Choisies
Choisies is een gemeente in het Franse Noorderdepartement (regio Hauts-de-France) en telt 69 inwoners (2009). De plaats maakt deel uit van het arrondissement Avesnes-sur-Helpe.

## Geografie
De oppervlakte van Choisies bedraagt 2,5 km², de bevolkingsdichtheid is dus 27,6 inwoners per km².
De onderstaande kaart toont de ligging van Choisies met de belangrijkste infrastructuur en aangrenzende gemeenten.

## Demografie
Onderstaande figuur toont het verloop van het inwonertal (bron: INSEE-tellingen).